# Sarriac-Bigorre
Sarriac-Bigorre é uma comuna francesa na região administrativa de Occitânia, no departamento dos Altos Pirenéus. Estende-se por uma área de 10,8 km². Em 2010 a comuna tinha 308 habitantes (densidade: 28,5 hab./km²).